# Episodi di Squadra Speciale Vienna (nona stagione)
La nona stagione della serie televisiva Squadra Speciale Vienna è stata trasmessa in anteprima in Austria dalla ORF tra il 15 ottobre 2013 e l'11 novembre 2014.
| nº | Titolo originale      | Titolo italiano | Prima TV Austria  | Prima TV Italia |
| -- | --------------------- | --------------- | ----------------- | --------------- |
| 1  | Nervenkrieg           |                 | 15 ottobre 2013   |                 |
| 2  | Zahltag               |                 | 22 ottobre 2013   |                 |
| 3  | Ausgeliefert          |                 | 29 ottobre 2013   |                 |
| 4  | Schöne neue Welt      |                 | 5 novembre 2013   |                 |
| 5  | Eine Leiche zuviel    |                 | 12 novembre 2013  |                 |
| 6  | Schneewittchen        |                 | 26 novembre 2013  |                 |
| 7  | Undercover            |                 | 4 dicembre 2013   |                 |
| 8  | Am Abgrund            |                 | 10 dicembre 2013  |                 |
| 9  | Mrs. D.               |                 | 17 dicembre 2013  |                 |
| 10 | Klassentreffen        |                 | 30 settembre 2014 |                 |
| 11 | Richter und Henker    |                 | 7 ottobre 2014    |                 |
| 12 | Ein ungelebtes Leben  |                 | 14 ottobre 2014   |                 |
| 13 | Drehschluss           |                 | 21 ottobre 2014   |                 |
| 14 | Patuschek             |                 | 28 ottobre 2014   |                 |
| 15 | Im Schatten der Macht |                 | 4 novembre 2014   |                 |
| 16 | Daddy Cool            |                 | 11 novembre 2014  |                 |